# Japan Open de 1999
O Japan Open de 1999 foi a segunda edição do Japan Open, um evento anual de patinação artística no gelo organizado pela Federação Japonesa de Patinação. A competição foi disputada entre os dias 9 de janeiro e 10 de janeiro, na cidade de Tóquio, Japão.

## Eventos
- Individual masculino
- Individual feminino
- Duplas
- Dança no gelo

## Medalhistas
| Evento                        | Ouro                                           | Prata                                            | Bronze                                       |
| Individual masculino detalhes | Yevgeni Plushenko · Rússia                     | Alexei Yagudin · Rússia                          | Todd Eldredge · Estados Unidos               |
| Individual feminino detalhes  | Michelle Kwan · Estados Unidos                 | Maria Butyrskaya · Rússia                        | Irina Slutskaya · Rússia                     |
| Duplas detalhes               | Elena Berezhnaya · Anton Sikharulidze · Rússia | Mandy Wötzel · Ingo Steuer · Alemanha            | Kyoko Ina · Jason Dungjen · Estados Unidos   |
| Dança no gelo detalhes        | Maya Usova · Evgeni Platov · Rússia            | Margarita Drobiazko · Povilas Vanagas · Lituânia | Nakako Tsuzuki · Rinat Farkhoutdinov · Japão |

## Resultados

### Individual masculino
| Pos.              | Nome              | Nacionalidade  |
| ----------------- | ----------------- | -------------- |
| Medalha de ouro   | Yevgeni Plushenko | Rússia         |
| Medalha de prata  | Alexei Yagudin    | Rússia         |
| Medalha de bronze | Todd Eldredge     | Estados Unidos |
| 4                 | Kurt Browning     | Canadá         |
| 5                 | Takeshi Honda     | Japão          |
| 6                 | Brian Orser       | Canadá         |

### Individual feminino
| Pos.              | Nome             | Nacionalidade  |
| ----------------- | ---------------- | -------------- |
| Medalha de ouro   | Michelle Kwan    | Estados Unidos |
| Medalha de prata  | Maria Butyrskaya | Rússia         |
| Medalha de bronze | Irina Slutskaya  | Rússia         |
| 4                 | Yuka Sato        | Japão          |
| 5                 | Fumie Suguri     | Japão          |
| 6                 | Caryn Kadavy     | Estados Unidos |

### Duplas
| Pos.              | Nome                                  | Nacionalidade  |
| ----------------- | ------------------------------------- | -------------- |
| Medalha de ouro   | Elena Berezhnaya / Anton Sikharulidze | Rússia         |
| Medalha de prata  | Mandy Wötzel / Ingo Steuer            | Alemanha       |
| Medalha de bronze | Kyoko Ina / Jason Dungjen             | Estados Unidos |

### Dança no gelo
| Pos.              | Nome                                  | Nacionalidade |
| ----------------- | ------------------------------------- | ------------- |
| Medalha de ouro   | Maya Usova / Evgeni Platov            | Rússia        |
| Medalha de prata  | Margarita Drobiazko / Povilas Vanagas | Lituânia      |
| Medalha de bronze | Nakako Tsuzuki / Rinat Farkhoutdinov  | Japão         |

## Quadro de medalhas
| Ordem | País           | Medalha de ouro | Medalha de prata | Medalha de bronze |    | Ordem por total |
| ----- | -------------- | --------------- | ---------------- | ----------------- | -- | --------------- |
| 1     | Rússia         | 3               | 2                | 1                 | 6  | 1               |
| 2     | Estados Unidos | 1               |                  | 2                 | 3  | 2               |
| 3     | Alemanha       |                 | 1                |                   | 1  | 3               |
| 3     | Lituânia       |                 | 1                |                   | 1  | 3               |
| 5     | Japão          |                 |                  | 1                 | 1  | 3               |
| TOTAL | TOTAL          | 4               | 4                | 4                 | 12 | —               |